# Mill River (New Haven Harbor)
Mill River ist ein Fluss in New Haven County (Connecticut). Wie zahlreiche andere Flüsse ist er nach der ehemaligen Nutzung benannt (s. a. Mill River (Fairfield, Connecticut), Rippowam River).

## Geographie
Der Fluss beginnt in der Town of Cheshire, in der Nähe des Cheshire Hillside Cemetery (Wallingford Road) und verläuft stetig nach Süden, in weitem Verlauf parallel zum Quinnipiac River, der später zusammen mit ihm in den New Haven Harbor des Long Island Sound mündet. Auch die South Main Street No. 10 (Später Whitney Avenue) verläuft weitgehend parallel. Der Fluss passiert das Bartlem Recreation Area und nimmt südlich der Cook Hill Road den Pine Brook von links und Osten auf, wo er das Landschaftsschutzgebiet DeDominicis Preserve passiert. Kurz darauf erhält er Zufluss von rechts (Westen) vom Willow Brook, der auch eine alte Verbindung zum Farmington Canal darstellte. Als Nächstes mündet wieder von links (O) der Butterworth Brook beim Butterworth Brook Reservoir. Der Mount Carmel bildet ein natürliches Hindernis, das quer zum Verlauf des Flusses liegt. daher fließt an der schmalen Schluch auch von rechts und Südwesten der Eaton Brook zu. Nach dem Durchbruch durch die Anhöhe passiert der Fluss das Gelände der Quinnipiac University. Im Gebiet der Stadt Hamden erhält er noch Zufluss von zahlreichen kleinen Bächen, wobei der Quinnipiac River schon erstmals in nächste Nähe rückt. In dem flachen Land bis fließt von Westen noch der Shepard Brook zu und bei Augerville und Mather wird der Fluss nochmals zum Lake Whitney angestaut. Die Umgebung ist als Lake Whitney Open Space unter Naturschutz und in der Nachbarschaft liegt der New Haven Country Club. Der East Rock (East Rock Park), schon im Gebiet von New Haven bildet nochmals eine natürliche Trennung zum Quinnipiac (Quinnipiac River Marsh) und nach etwa einem Kilometer bildet der Fluss noch die kleine Insel Ball Island, bevor er bei Wooster Square, gegenüber dem Stadtteil The Annex in den New Haven Harbor mündet. Die Stelle wird von der Brücke der Interstate 95 überspannt. Der Fluss hat eine Länge von 17.4 mi (28 km).
Der Lake Whitney dient der South Central Connecticut Regional Water Authority als Wasserreservoir.
In den beliebten Parks Sleeping Giant State Park in Hamden und East Rock Park bei Lake Whitney in Hamden sind beliebte Ausflugsziele und bieten auch Möglichkeiten zum Angeln und zum Wandern.
Die USGS (United States Geographical Survey) hat in der Nähe des Sleeping Giant seit über 40 Jahren eine Pegelmessstation (gauge 01196620).
Ein Wanderweg wird derzeit gestaltet.
Der Unterlauf des Flusses ist ein Gezeitensystem mit Süßwasser, da Tide Gates in der Nähe der State Street in New Haven im Rhythmus der Gezeiten den Abfluss aufhalten. Dieser Flussabschnitt wird für Forschungszwecke untersucht.

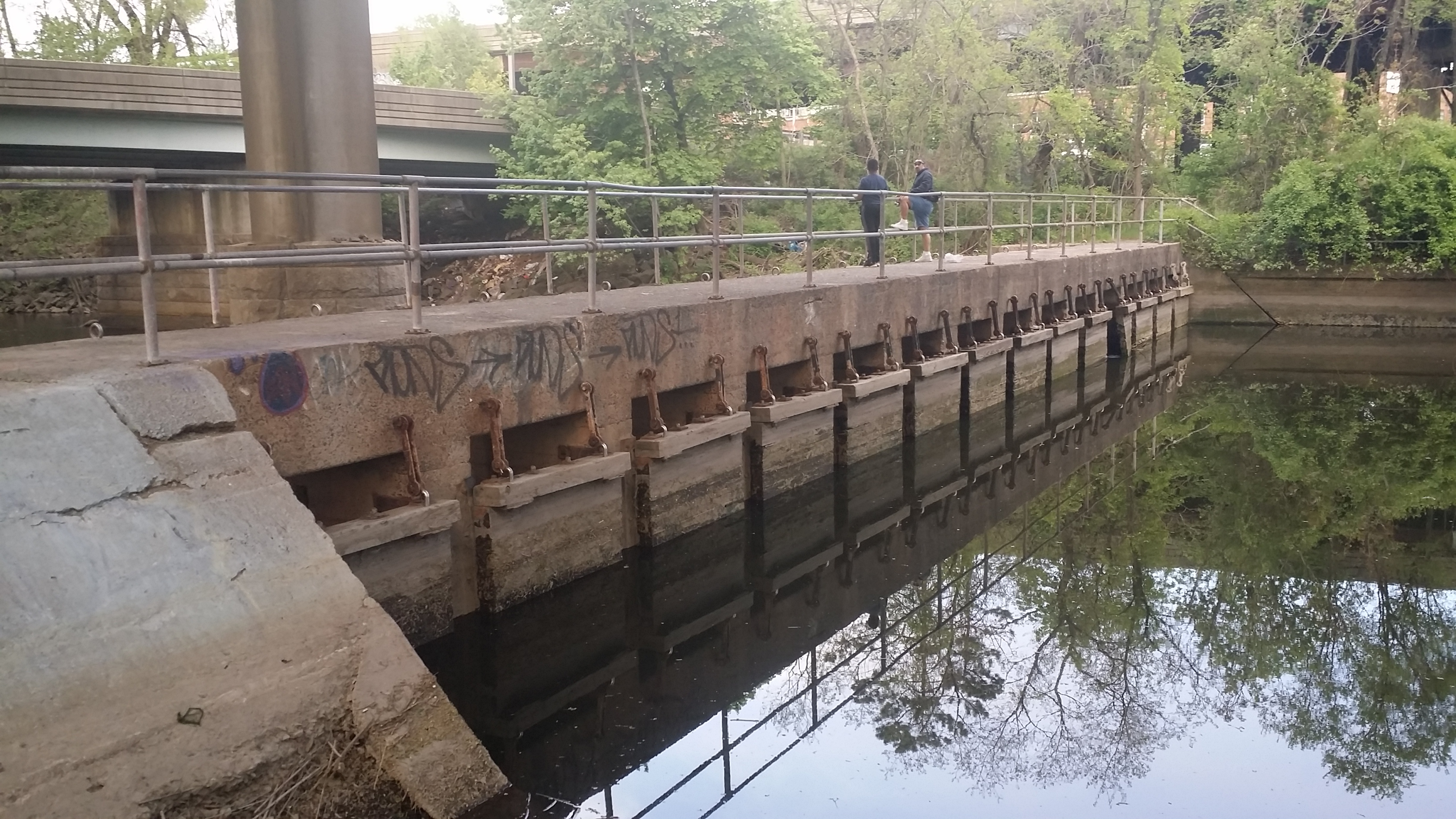
Die Mill River Tide Gates bei State Street, New Haven.

English Station, ein aufgelassenes Kraftwerk lieg auf Ball Island im Mündungsgebiet.

## Geschichte
Eine erste Getreidemühle wurde 1642 an einer befestigten Siedlung der Quinnipiac in der Nähe von East Rock gebaut. 1780 gab es bereits acht Mühlen. Später lieferte der Fluss auch die Energie für Eli Whitneys Waffenfabrik, das heutige Eli Whitney Museum.

## Umweltschutz
2018 wurde ein Plan für Schutz und Renaturierung des Mill River Watershed (Einzugsgebietes) entwickelt. Save the Sound und das Connecticut Department of Energy and Environmental Protection (DEEP) arbeiten gemeinsam an dem Projekt.
Überwacht wird das Projekt durch eine Gruppe ehrenamtlicher Helfer.